# Vauxdvihl
Vauxdvihl war eine australische Progressive-Metal-Band.

## Bandgeschichte
Vauxdvihl wurde 1992 von Gitarrist und Songwriter Fab Gallen in Melbourne gegründet. Ursprünglich hieß die Band Vaudeville, ein Begriff, der aus Sicht von Gallen die Vielfalt der Einflüsse der Band widerspiegelte (siehe Vaudeville zur Etymologie). Allerdings gab es bereits eine Band gleichen Namens, weshalb man sich schließlich in Vauxdvihl umbenannte.
Nach anfänglichen Schwierigkeiten, die Besetzung der Band zu vervollständigen, veröffentlichte sie ein Demo, das drei Songs enthielt, die sich alle auch auf dem 1994er Debütalbum To Dimension Logic wiederfanden. Dieses Album nahm die Band komplett auf eigene Kosten auf, weshalb ihr nur 12 Tage für die Aufnahmen zur Verfügung standen. Es gilt unter Kritikern als ein Meilenstein im Bereich des progressiven und avantgardistischen Heavy Metals. Das Magazin Rock Hard wählte es 2010 auf Platz sechs der 15 wichtigsten Progressive-Metal-Alben.
Nach der Veröffentlichung verließen Frederic Leduc und Edward Katz die Band, Letzterer war in der Folgezeit Mitglied der australischen Band Where Echoes End, bei der bereits das ehemalige Vauxdvihl-Mitglied Paul Read spielte. Beide gründeten 1997 Department. Die verbliebenen zwei Mitglieder der Urbesetzung veröffentlichten 1996 ein Demo und 1998 die selbst produzierten EP Vog. Das in einem Interview mit dem Szene-Magazin Rock Hard angekündigte zweite Studioalbum erschien nicht mehr, da die Band keinen Plattenvertrag abschließen konnte und den Musikern die finanziellen Mittel für eine Eigenproduktion fehlten. Eine geplante Zusammenarbeit mit dem ehemaligen Gründungsmitglied Paul Read kam ebenfalls nicht mehr zustande, da dieser Ende 1998 an Leukämie starb.
Im Jahr 2001 veröffentlichte die Band mit Siberian Church Recordings ihr 1996er Demo, ergänzt um die bei den Aufnahmen zu Vog nicht verwendeten Stücke. Etwa zur gleichen Zeit löste sich die Band auf. Einige Mitglieder der letzten bekannten Besetzung, unter ihnen Sänger Fabrizio Gallina,  spielen derzeit bei der australischen Sludge-Band Wurms.
Anfang 2014 gab Century Media bekannt, dass das Label den gesamten Backkatalog der Band neu veröffentlichen wird. Anfang September erschien eine Doppel-CD mit den Stücken des Albums To Dimension Logic sowie der beiden EPs Siberian Church Recordings und Vog.

## Stil
Fab Gallen war nach eigenem Bekunden Autodidakt und hatte nie Gitarrenunterricht. Zu seinen frühen musikalischen Einflüssen gehörten Bands wie Coroner, Celtic Frost und Possessed, später kam das Interesse an Progressive Metal hinzu, hier insbesondere Fates Warning und Queensrÿche. Auch die übrigen Bandmitglieder waren keine professionellen Musiker. Einzig Sänger Stacy Handchild, zu hören auf To Dimension Logic, konnte als Mitglied des australischen Jesus-Christ-Superstar-Ensembles musikalische Erfahrungen sammeln.
Als Haupteinfluss nannte die Band stets Psychotic Waltz sowie Rush, Pink Floyd, Dead Can Dance und Jethro Tull. Neben den klassischen Elementen des Progressive Metals spielten in der Musik auch Ambient und Blues eine Rolle. Stilistisch war die Band neben den genannten Psychotic Waltz am ehesten mit Voivod (zu Nothingface-Zeiten) vergleichbar.

## Diskografie
- 1994: To Dimension Logic (Album, Advent Records Australia)
- 1995: Underground Revolution Vol. 1 (Sampler, Advent Records Australia)
- 1996: Demo '96 (Demo, Eigenveröffentlichung)
- 1998: Vog (EP, Eigenveröffentlichung)
- 1999: Unerhört! Die besten Bands ohne Deal / Vol. 3 (Sampler, Rock Hard)
- 2001: Siberian Church Recordings (EP, A and A Recordings)
- 2014: To Dimension Logic (Limited Edition) (Album, Century Media)